# クリストバルロハス市

ミランダ州におけるクリストバルロハス市の位置

クリストーバル・ロハス (Municipio Cristóbal Rojas) は、ベネズエラのミランダ州にある市である。クリストーバル・ロハス郡が改称して成立した。2003年の人口は10万0114人。市庁所在地はチャラジャベ。

## 地理
市の名前はベネズエラの画家にちなむが、地名としていうときには中心都市チャラジャベのほうが有名である。首都カラカスの南、トゥイ川の北、トゥイ盆地の中央を占めるが、市域は川に面しない。チャラジャベ沢が南東に向かって流れる。市域の大半は農村的だが、チャラジャベは小さいながら工業都市である。カラカスから南にカラカス地下鉄三号線と接続する鉄道の建設計画が進んでいる。
- 河川 - チャラジャベ沢 (Quebrada Charallave)

### 区
チャラジャベ区1区からなる。

### 隣接する都市
- ミランダ州 - バルータ、グアイカイプーロ、パス・カスティージョ、インデペンデンシア、シモン・ボリーバル、ランデール、ウルダネタ市

## 歴史
もと、ウルダネタ郡に属するチャラジャベ市であったが、20世紀後葉にチャラジャベ市一市からなるクリストーバル・ロハス郡が分離した。さらに後にクリストバルロハス郡がクリストーバル・ロハス市になり、現在に至る。チャラジャベ市の人口は1926年に4471人、1961年に8282人、1971年に14440人あった。

## 行政
2006年現在の市長は、マリセラ・メンドーサ・デ・ブリート (Marisela Mendoza de Brito) である。